# Georgetown (Texas)
Georgetown és una ciutat, seu del Comtat de Williamson, a l'estat de Texas. Segons el cens del 2000 tenia 48.202 habitants.

## Demografia
Segons el cens del 2000, Georgetown tenia 28.339 habitants, 10.393 habitatges, i 7.711 famílies. La densitat de població era de 479,3 habitants per km².
Dels 10.393 habitatges en un 31,8% hi vivien nens de menys de 18 anys, en un 61,6% hi vivien parelles casades, en un 9,5% dones solteres, i en un 25,8% no eren unitats familiars. En el 21,5% dels habitatges hi vivien persones soles el 9,3% de les quals corresponia a persones de 65 anys o més que vivien soles. El nombre mitjà de persones vivint en cada habitatge era de 2,52 i el nombre mitjà de persones que vivien en cada família era de 2,92.
Per edats la població es repartia de la següent manera: un 23,4% tenia menys de 18 anys, un 11,4% entre 18 i 24, un 26,3% entre 25 i 44, un 21,3% de 45 a 60 i un 17,7% 65 anys o més.
L'edat mediana era de 37 anys. Per cada 100 dones de 18 o més anys hi havia 91,1 homes.
La renda mediana per habitatge era de 54.098 $ i la renda mediana per família de 63.338 $. Els homes tenien una renda mediana de 40.541 $ mentre que les dones 27.082 $. La renda per capita de la població era de 24.287 $. Aproximadament el 4,4% de les famílies i el 7,2% de la població estaven per davall del llindar de pobresa.

## Poblacions properes
El següent diagrama mostra les poblacions més properes.